# Las Coles
Las Coles är en ort i Mexiko.   Den ligger i kommunen Coacoatzintla och delstaten Veracruz, i den sydöstra delen av landet, 230 km öster om huvudstaden Mexico City. Las Coles ligger 2 143 meter över havet och antalet invånare är 141.
Terrängen runt Las Coles är kuperad söderut, men norrut är den bergig. Runt Las Coles är det ganska tätbefolkat, med 172 invånare per kvadratkilometer. Närmaste större samhälle är Xalapa, 19,5 km söder om Las Coles. I omgivningarna runt Las Coles växer huvudsakligen savannskog.